# ISCH-49
Die ISCH-49 (russisch ИЖ-49, in englischer Transkription IZH-49) ist ein sowjetisches Motorrad. Anders als oft angenommen, ist sie keine Kopie oder ein Nachbau der deutschen DKW NZ 350, sondern ein modifizierter Weiterbau der ISCH-350 auf originalen DKW-Fertigungsmaschinen. Von 1951 bis 1958 wurden mehr als eine halbe Million Exemplare gebaut.

## Modellgeschichte und Technik
Die ISCH-49 löste 1951 die Vorgängermaschine ISCH-350 in der Serienfertigung ab. Wesentliche Veränderungen waren die Verwendung einer Teleskopgabel zur Vorderradführung sowie eine Hinterradfederung, deren Feder-Dämpfer-Elemente einer Teleskop-Geradwegfederung nachempfunden waren (die Gleitsteine, die die Schwinge an die Geradweg-Federbeine anlenkten, waren hochbeanspruchte Verschleißteile). Der bewährte Pressstahl-Zentralkasten-Rahmen mit Unterzug der DKW NZ 350 wurde beibehalten, am Hinterbau geringfügig verlängert, wodurch sich der Radstand verlängerte.
Der Antrieb der ISCH-49 erfolgt durch einen Einzylinder-Zweitaktmotor mit 346 cm³ Hubraum und einer Leistung von 10,5 bis 11,5 PS bei 4000/min. Die Höchstgeschwindigkeit beträgt 90 km/h, der Verbrauch liegt bei ungefähr 4,5 l auf 100 km.
Die ISCH-49 war das erste Motorrad der Ischewsker Motorenfabrik, das mit Seitenwagen ausgerüstet werden konnte. Das Modell ISCH-49 wurde von 1951 bis 1958 507.603 Mal gebaut und zählte damals zu den meistgebauten Motorrädern Russlands.
Über Verbesserungen mit der ISCH-54 und ISCH-55 wurde sie dann im Jahr 1958 von der ISCH-56 abgelöst, die ein komplett neues Fahrwerk bekam (Rohrrahmen mit unter dem Motorblock gegabeltem Unterzug und gezogener Langarmschwinge als Hinterradfederung).

## Technische Daten
| ISCH-49               | ISCH-49                                                   |                                              |
| --------------------- | --------------------------------------------------------- | -------------------------------------------- |
| Baujahre              | 1951–1958                                                 |                                              |
| Motor                 | fahrtwindgekühlter Einzylinder-Zweitaktmotor, Kickstarter |                                              |
| Steuerung             | Schlitzsteuerung                                          |                                              |
| Ladungswechsel        | Umkehrspülung                                             |                                              |
| Bohrung × Hub         | 72 × 85 mm                                                |                                              |
| Hubraum               | 346 cm³                                                   |                                              |
| Nennleistung          | 10,5–11,5 PS (7,7–8,5 kW) bei 4000/min                    |                                              |
| Vergaser              | Typ К-28, später К-28Б                                    |                                              |
| Schmierung            | Zweitaktgemisch 1 : 25                                    |                                              |
| Zündung               | Batteriezündung, kontaktgesteuert                         |                                              |
| Lichtmaschine         | 6 V – 45 W, Typ Г-36, später Г-36М                        |                                              |
| Bordspannung          | 6 V                                                       |                                              |
| Getriebe              | 4-Gang-Getriebe                                           |                                              |
| Endantrieb            | Kette                                                     |                                              |
| Rahmenbauart          | Pressstahl-Zentralkasten-Rahmen mit Unterzug              | Pressstahl-Zentralkasten-Rahmen mit Unterzug |
| Maße (L × B × H)      | 2175 × 780 × 1000 mm                                      |                                              |
| Radstand              | 1430 mm                                                   |                                              |
| Radaufhängung vorn    | Teleskopgabel                                             |                                              |
| Radaufhängung hinten  | gezogene Langarmschwinge                                  |                                              |
| Felgengröße vorn      | Drahtspeichenrad, 19″                                     | Drahtspeichenrad, 19″                        |
| Felgengröße hinten    | Drahtspeichenrad, 19″                                     | Drahtspeichenrad, 19″                        |
| Bereifung vorn        | 3,25–19″                                                  | 3,25–19″                                     |
| Bereifung hinten      | 3,25–19″                                                  | 3,25–19″                                     |
| Bremsen               | Innenbacken-Trommelbremsen (Halbnabe)                     |                                              |
| Leergewicht           | 162–164 kg                                                |                                              |
| Höchstgeschwindigkeit | 90 km/h                                                   |                                              |
| Tankinhalt            | 14 l                                                      |                                              |
| Verbrauch             | 4,5 l/100 km                                              |                                              |
| Reichweite            | 320–360 km                                                |                                              |
| Stückzahl             | 507.603                                                   |                                              |